# アルペス・コッティアエ

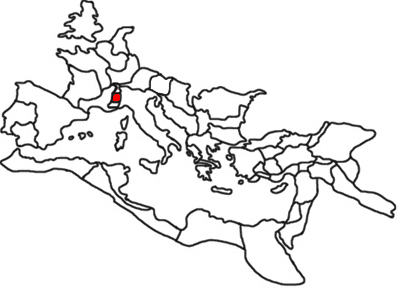
アルペス・コッティアエ属州の位置

アルペス・コッティアエ（ラテン語: Alpes Cottiae）とは、古代ローマの属州の一つである。「アルペス」と名前の付く3つの属州の一つである。コッティアエの名前は現在も「コッティアン・アルプス」（Cottian Alps）として残っている。
アルペス・コッティアエ属州の西にガリア・ナルボネンシス、南にアルペス・マリティマエ、北にアルペス・ポエニナエの各属州、東はイタリア本土にそれぞれ面していた。州都はセグシウム（Segusium、現：スーザ）に置かれた。
アルペス・コッティアエは紀元前1世紀まではリグリア人の支配下にあったが、初代ローマ皇帝アウグストゥスの時代にローマの従属国となった。ネロ帝の時期にローマ帝国の皇帝属州となり、皇帝の代理としてエクィテスのローマ人が属州総督に任じられた。